# Jabari Greer

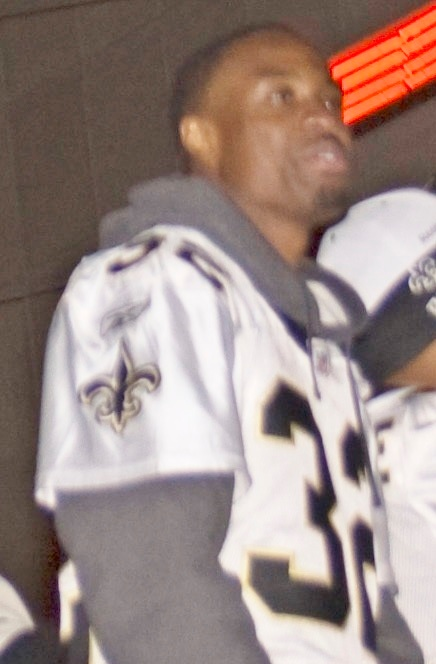
Imagem do ex-jogador de futebol americano estadunidense Jabari Greer.

Jabari Greer é um jogador profissional de futebol americano estadunidense que foi campeão da temporada de 2009 da National Football League jogando pelo New Orleans Saints.